# Больница Преображения
«Больница Преображения» (пол. Szpital Przemienienia) — первая книга из трилогии Станислава Лема «Неутраченное время», написанная в 1948 году, однако опубликованная лишь в 1955 году.

## Содержание
Действие происходит во время Второй мировой войны, Польша оккупирована немецкими войсками. В книге рассказывается история молодого врача психиатрической клиники.

## Экранизация
В 1978 году на экраны вышел одноимённый фильм режиссёра Эдварда Жебровского.